# Невласне число
Невласними числами називають два числа: плюс нескінченність ({\displaystyle +\infty }) та мінус нескінченність ({\displaystyle -\infty }), які додаються до множини дійсних чисел, утворюючи розширену множину дійсних чисел.
Плюс нескінченність визначається як число, більше від будь-якого дійсного числа.
Мінус нескінченність визначається як число, менше від будь-якого дійсного числа.